# 기노시타역
기노시타역(일본어: 木ノ下駅)은 일본 나가노현 가미이나군 미노와정에 위치한 도카이 여객철도 이다선의 철도역이다. 단선 승강장 1면 1선의 구조를 갖춘 지상역이다.

## 역 주변
- 덴류강
- 국도 제153호선

## 역사
- 1911년
  - 2월 22일 : 이나 전차 궤도가 마쓰시마 역부터 연신했던 때에, 그 종착역으로서 개업. 일반역.
  - 11월 3일 : 이나 전차 궤도가 다하타 정류장을 경유해서 미소노 정류장까지 연신. 도중역으로 한다.
- 1943년 8월 1일 : 이나 전기 철도선이 이다선의 일부로서 국유화되어, 일본국유철도가 승계.
- 1971년 4월 1일 : 화물 · 하물의 취급을 폐지.
- 1972년 4월 1일 : 업무 위탁 개시.
- 1987년 4월 1일 : 일본국유철도 분할 민영화에 의해, 도카이 여객철도가 승계. 동시에 업무위탁 종료, 무인역화.
- 1997년 2월 1일 : 역사 해체, 대합실 신설.

## 인접 역
| 도카이 여객철도 이다선 | 도카이 여객철도 이다선 | 도카이 여객철도 이다선   |
| ---------------------- | ---------------------- | ------------------------ |
| 기타토노 도요하시 방면 | ■ 이다선               | 이나마쓰시마 다쓰노 방면 |